# Семёнов, Фёдор Алексеевич
Фёдор Алексеевич Семёнов (20 апреля [1 мая] 1794, Курск, Российская империя—18 [30] апреля 1860, там же) — русский астроном-любитель.

## Биография
Родился в купеческой семье. Самостоятельно изучил математику, астрономию, физику, химию. После смерти отца он использовал унаследованный небольшой капитал для того, чтобы купить небольшое имение и заняться наукой. Самостоятельно изготовил рефрактор с фокусным расстоянием 180 см. Систематически проводил наблюдения различных небесных объектов, но особенно его интересовали солнечные и лунные затмения. В 1842 году Семёнов вместе с московским профессором Д. М. Перевощиковым наблюдал солнечное затмение.
В 1856 году был опубликован его труд «Таблицы показаний времени лунных и солнечных затмений с 1840 по 2001 г. на Московском меридиане по старому стилю», в котором были приведены вычисленные им элементы 243 лунных и 172 солнечных затмений, видимых в северном полушарии, причём все необходимые вычисления Семенов производил полностью самостоятельно. За этот труд Семенов был удостоен Золотой медали Русского географического общества.
По свидетельству советского астронома А. А. Михайлова, 
«Малоизвестный канон Семенова вызывает удивление той огромной работой, которая потребовалась для его составления, причём автор не имел никакой вычислительной помощи, и, не имея настоящего образования, в условиях темной провинциальной купеческой среды того времени смог самостоятельно изучить теоретическую астрономию в такой степени, что составил канон затмений, опередивший на десятки лет наиболее крупные работы западноевропейских специалистов».
Почётный гражданин Курска.

## Память

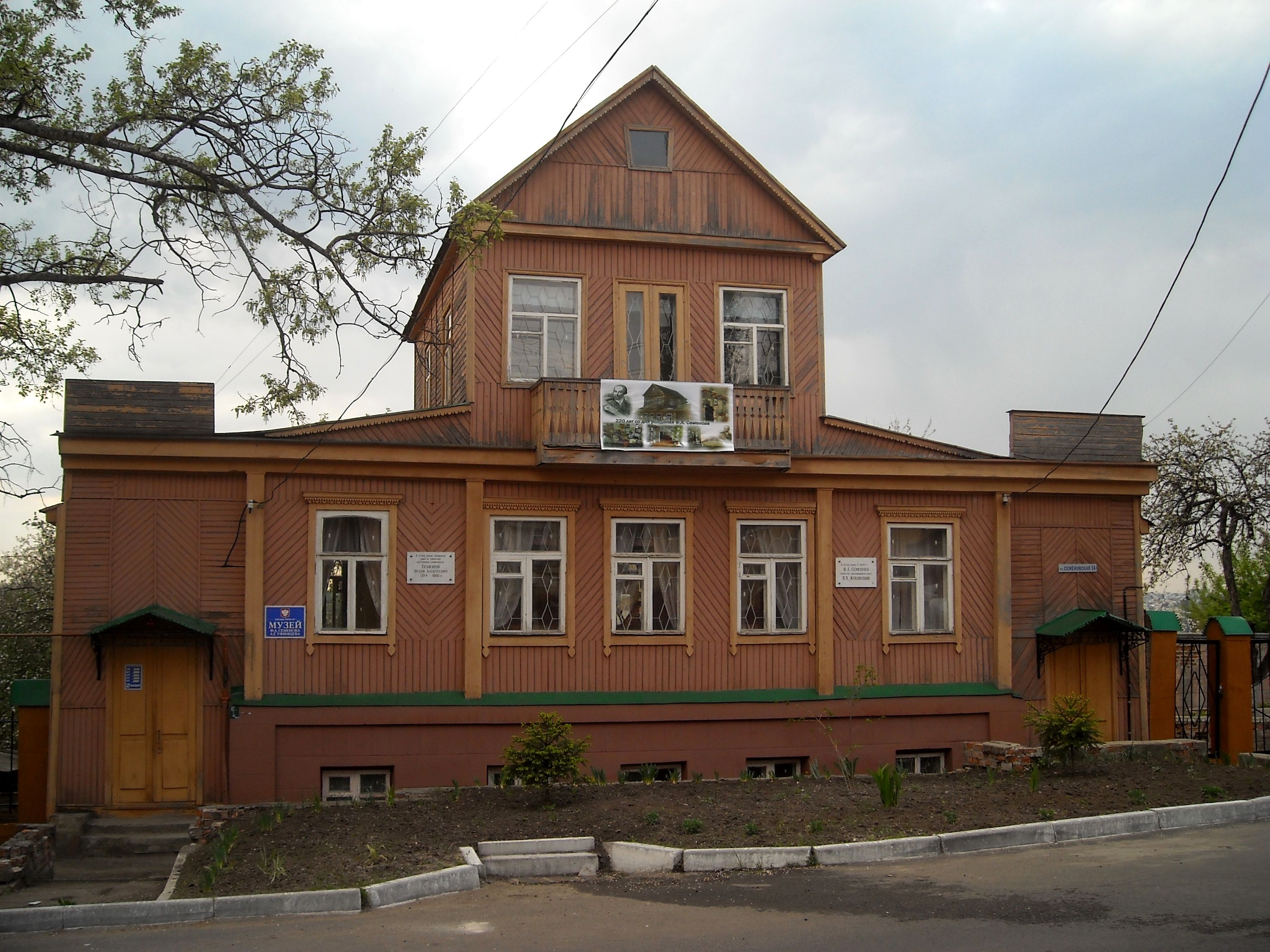
Музей Ф. А. Семёнова и А. Г. Уфимцева, г. Курск, ул. Семёновская, 14

- Музей Ф. А. Семёнова и А. Г. Уфимцева в Курске
- Центральная городская библиотека Курска им. Ф. А. Семёнова
- Улица Семёновская в г. Курске[2]
- Памятник Ф. А. Семёнову на Московском (Никитском) кладбище в г. Курске[3].